# بلانکنهاین (کریمیتشوا)
بلانکنهاین (به آلمانی: Blankenhain) یک منطقهٔ مسکونی در آلمان است که در کریمیتشوا واقع شده‌است. بلانکنهاین ۹۶۹ نفر جمعیت دارد.